# リー＝ロイ・ニュートン
リー＝ロイ・ニュートン（Lee-Roy Newton、1978年12月19日 ‐ ）は、南アフリカの陸上競技選手。専門は短距離走。100mで10秒27の自己ベストを持つ。2001年エドモントン世界選手権男子4×100mリレーの金メダリストである。

## 経歴
1999年8月、セビリア世界選手権で世界大会デビューを果たすと、男子4×100mリレーで3走（モーネ・ナゲル、Marcus la Grange、ニュートン、マシュー・クイン）を務め、38秒74の南アフリカ記録（当時）を樹立しての6位に貢献した。
2001年8月、エドモントン世界選手権の男子4×100mリレーで3走（モーネ・ナゲル、Corné du Plessis、ニュートン、マシュー・クイン）を務め、決勝では38秒47の南アフリカ記録（当時）を樹立。アメリカ（37秒96）に次いで2位に入り、オリンピックを含めてもこの種目で南アフリカ初のメダルとなる銀メダル獲得に貢献した。その後、2005年にアメリカのリレーメンバーだったティム・モンゴメリのドーピング問題が発覚し、アメリカの金メダルが剥奪されたため南アフリカが繰り上がりで金メダルを獲得した。
2007年2月、100mで9秒95をマークし、南アフリカ記録樹立および南アフリカ初の9秒台かと思われた。しかし、調査の結果、リアクションタイムが-0.046秒なのにフライング判定装置が作動しなかった（電源が入ってなかった）、フィニッシュカメラがゴールの1m手前を写していた、ドーピングテストをしなかった、などの点から記録は公認されなかった。

## 自己ベスト
記録欄の（　）内の数字は風速（m/s）で、+は追い風、-は向かい風を意味する。
| 種目 | 記録                 | 年月日                      | 場所                  | 備考           |
| 屋外 | 屋外                 | 屋外                        | 屋外                  | 屋外           |
| ---- | -------------------- | --------------------------- | --------------------- | -------------- |
| 100m | 10秒27 (-1.0)        | 2000年4月15日               | ポロクワネ            |                |
| 100m | 10秒10w (+3.5)       | 2000年4月15日               | ポロクワネ            | 追い風参考記録 |
| 200m | 20秒75 20秒75 (+0.4) | 2000年4月15日 2001年3月23日 | ポロクワネ プレトリア |                |
| 200m | 20秒55w (+3.4)       | 2001年3月4日                | ダーバン              | 追い風参考記録 |
| 400m | 47秒89               | 2002年1月25日               | ゲルミストン          |                |
| 室内 |                      |                             |                       |                |
| 60m  | 6秒73                | 2005年2月16日 2004年2月27日 | ゲント ケムニッツ     |                |

## 主要大会成績
備考欄の記録は当時のもの
| 年   | 大会                  | 場所           | 種目    | 結果    | 記録          | 備考                                         |
| ---- | --------------------- | -------------- | ------- | ------- | ------------- | -------------------------------------------- |
| 1999 | 世界選手権            | セビリア       | 4x100mR | 6位     | 38秒74 (3走)  | 南アフリカ記録                               |
| 2001 | 世界選手権            | エドモントン   | 4x100mR | 優勝    | 38秒47 (3走)  | 南アフリカ記録 大会後に2位から順位繰り上がり |
| 2002 | 英連邦競技大会 (en)   | マンチェスター | 4x100mR | 予選    | DQ (3走)      |                                              |
| 2004 | アフリカ選手権 (en)   | ブラザヴィル   | 100m    | 5位     | 10秒48 (0.0)  |                                              |
| 2004 | アフリカ選手権 (en)   | ブラザヴィル   | 4x100mR | 2位     | 39秒59 (4走)  |                                              |
| 2006 | 英連邦競技大会 (en)   | メルボルン     | 100m    | 2次予選 | 10秒53 (-0.5) |                                              |
| 2006 | 英連邦競技大会 (en)   | メルボルン     | 4x100mR | 2位     | 38秒98 (1走)  |                                              |
| 2006 | アフリカ選手権 (en)   | バンブース     | 200m    | 準決勝  | 21秒38 (-1.8) |                                              |
| 2006 | アフリカ選手権 (en)   | バンブース     | 4x100mR | 2位     | 39秒68 (3走)  |                                              |
| 2007 | アフリカ競技大会 (en) | アルジェ       | 4x100mR | 2位     | 39秒11 (3走)  |                                              |